# Gran Premio Industria e Commercio di Prato 2000
Il Gran Premio Industria e Commercio di Prato 2000, cinquantacinquesima edizione della corsa, si svolse il 19 settembre 2000 su un percorso di 194,9 km, con partenza e arrivo a Prato. Fu vinto dall'italiano Sergio Barbero della Lampre-Daikin davanti ai suoi connazionali Gabriele Missaglia e Davide Rebellin.

## Ordine d'arrivo (Top 10)
| Pos. | Corridore            | Squadra                         | Tempo    |
| ---- | -------------------- | ------------------------------- | -------- |
| 1    | Sergio Barbero       | Lampre-Daikin                   | 4h53'35" |
| 2    | Gabriele Missaglia   | Lampre-Daikin                   | a 4"     |
| 3    | Davide Rebellin      | Liquigas-Pata                   | s.t.     |
| 4    | Dario Frigo          | Fassa Bortolo                   | s.t.     |
| 5    | Michael Boogerd      | Rabobank                        | s.t.     |
| 6    | Mirko Celestino      | Team Polti                      | s.t.     |
| 7    | Sven Montgomery      | FDJ                             | s.t.     |
| 8    | Massimiliano Gentili | Cantina Tollo                   | s.t.     |
| 9    | Gilberto Simoni      | Lampre-Daikin                   | s.t.     |
| 10   | Gianluca Tonetti     | Aguardiente Néctar-Selle Italia | a 10"    |